# Билизанка, Мария
Мари́я Билиза́нка (пол. Maria Biliżanka-Bielińska; 19 ноября 1903 года, Кольбушова — 8 июня 1988 года, Краков) — польский театральный режиссёр, педагог, автор пьес. С 1958 по 1963 — руководитель «Театра Багатель».

## Биография
Родилась 19 ноября 1903 года, в Кракове; отец — Илий, мать — Анна (в девичестве Кокиш). В 1923 году, окончила Краковскую драматическую школу при Старом театре.
После окончания Второй мировой Войны, преподавала в актёрской студии.
На ее театральной сцены, дебютировали многие талантливые актеры, в том числе и Роман Полански. В своей автобиографии, Полански вспоминал что «Билизанка заботилась, чтобы ее подопечные не зазнавались из-за выступлениями на радио и театральной сцене»
Похоронена на Раковицком кладбище в Кракове.

## Ордена и награды
- 1950 — Золотой Крест Заслуги
- 1953 — Кавалерский крест Ордена Возрождения 5-й степени[4]
- 1955 — Офицерский крест Ордена Возрождения
- 1960 — Краковская городская премия[пол.][5]
- 1967 — Орден Улыбки